# Rogoznica, Ptuj
Rogoznica je četrtna skupnost Mestne občine Ptuj.
Obsega naselja Rogoznica (del mesta Ptuj), Podvinci, Žabjak, Kicar, Spodnji Velovlek, Pacinje in Nova vas pri Ptuju.

## Izvor imena Rogoznica
Rogoznica je ime za vas in potok severovzhodno od Ptuja. Kraj Rogoznica je dobil ime po istoimenskem potoku Rogoznici. Ta potok pa je dobil ime po rastlini rogoz z značilnimi rjavimi storži.
Potok Rogoznica izvira v kraju Selce v Slovenskih goricah in teče skozi Jiršovce, Janežovce, Novo vas, Žabjak, Rogoznico, Brstje in Budino ter se izliva v reko Dravo pri kanalu za HE Formin.
Kot je zapisano v Krajevnem leksikonu, kraj najdemo v severovzhodno od Ptuja v trikotu med cesto Ptuj–Dornava-Ljutomer, potokom Rogoznico in med cesto, ki povezuje Ptuj – Juršince–Ljutomer. Skozenj je speljana tudi železniška proga Ptuj-Ormož. Ta proga naselje razdeli na dva dela.
Iz centra Ptuja je naselje oddaljeno približno 1,5 km in leži na nadmorski višini 228 metrov.

## Rogoznica nekoč
Prve omembe kraja
- Rogoznica se prvič omenja 20. aprila 1290 z imenom Reusentze.
- 27. novembra 1317 se je Rogoznica imenovala Raesnitz.
- V letu 1320 zasledimo ime Reusencz, 1321 pa ime Revsnitz.
- Od 1429 do 1441 se Rogoznica v pisnih virih imenuje Resnicz.
- 6. aprila 1445 pa se imenuje Resnitz.
- Od 1452 do 1458 ima ime Rossnitzerperg.
- V letih od 1466 do 1500 se imenuje Rasnitz, Rassnitz, Rasnutz.
- Leta 1667 pa zasledimo ime Ragosnitz za Rogoznico in Krottendorf za vas Žabjak.

Nastanek občine
- Kot navaja Mastenova, so bile majhne občine kot je Rogoznica, ustanovljene v času monarhije na podlagi provizoričnega zakona o občinah leta 1849. Spadale so pod okrilje Deželnega namestništva v Gradcu in pod Okrajno glavarstvo Ptuj.
- Novi zakon iz leta 1862 je prinesel spremembe glede organiziranosti in delovanja občin. Nadalje navaja, da je bil občinski red za Štajersko sprejet maja 1864 in je veljal do razpada Avstro-Ogrske monarhije.
- Po letu 1918 - v obdobju stare Jugoslavije se na področju občinske zakonodaje ni nič spremenilo.
- Leta 1922 je kralj Aleksander uvedel šestojanuarsko diktaturo, s katero so razpadla vsa občinska zastopstva. To je pomenilo, da je mariborske oblasti.
- Leta 1933 je nastala sprememba, saj je novela zakona določala, da mora občina šteti najmanj 3000 prebivalcev. Zaradi tega je prišlo do komasacij – združevanja občin.
- Iz Krajevnega leksikona je razvidno, da je Rogoznica leta 1931 obsegala vasi: Kicar, Nova vas pri Ptuju, Pacinje, Podvinci, Rogoznica, Spodnji Velovlek, Žabjak, Spuhlja in je imela skupaj 2639 prebivalcev.
- Leta 1939 je Občina Rogoznica zraven prej naštetih vasi obsegala tudi Budino in je skupno imela 2865 prebivalcev in 2257,82 ha zemlje. Občina Rogoznica je imela 622 hiš, od tega je bilo 432 hiš posestnikov, 1124 kočarjev in 70 najemnikov.

Prebivalstvo
Rogoznica je v letu 1939 štela 2865 prebivalcev, na njenem ozemlju je bilo 622 hiš. Prebivalstvo je bilo večinoma kmečko. Po večini so se ukvarjali z živinorejo, poljedelstvom, nekaj z vinogradništvom,, pa tudi s sadjarstvom in čebelarstvom. Zastopane so bile tudi obrti (mlinarstvo, žagarstvo, opekarstvo, čevljarstvo…).
Protiukopatorske dejavnosti
Kot je zapisano v Slovenskogoriškem obveščevalcu, ki je bil izdan ob 30-letnici ustanovitve in poslednjega boja Slovenskogoriške čete, so na območju sedanje krajevne skupnosti Rogoznica nudile partizanom in članom ptujskega okrožnega komiteja KP največ pomoči družine Lacko, Lovrenčič, Voda, Kolenko, Arnuš, Toplak, Horvat, Kovač, Brenčič, Zelenko, Čeh, Fuks, Svržnjak, Kosec, Tobias in Čarman.
Okupator je na tem območju izsledil in kaznoval s smrtjo Ludvika Svržjaka in Janeza Pukšiča s Kicarja, Miha Anžela in Stanka Brenčiča iz Žabjaka, Ivana Horvata iz Nove vasi pri Ptuju ter Ivana in Jakoba Tobiasa. Skozi največje trpljenje je šel v smrt heroj Jože Lacko iz Nove vasi pri Ptuju. V taborišču sta umrla Lackova žena Jožefa ter Adolf Čarman z Brstja. Zadnji sodelavec partizanov Ivan Brenčič je umrl leta 1945 v zaporih.

## Rogoznica danes

### Pomembni objekti:
- Opekarna OPTE Ptuj:

Opekarna OPTE Ptuj meri skupaj 50 ha. Od tega je 1ha pokritih proizvodnih površin. V skupno površino je všteto tudi tenis igrišče, ki ga je opekarna dala v najem. Zaposlovala 49 ljudi, ki so delali v treh izmenah. Proizvodni prostori so obratovali v eni izmeni, sušilni prostori in peč pa v treh. Približen letni prihodek opekarne je bil 400 milijonov SIT. V opekarni so proizvajali dva sklopa izdelkov:
1. Prvi program je program opečnih izdelkov. Med te izdelke spadajo modularni bloki, modularne tuljave ter stropna polnila. Sem spadajo tudi razni opečni zdrobi kot so podlaga za teniško igrišče in hleve.
2. Drugi program je program montažnih izdelkov. Sem spadajo montažne stropne konstrukcije, stropni opečni nosilci ter montažne prečne preklade. Podroben pregled izdelkov je v prilogi na koncu raziskovalne naloge.

Osnovna surovina za proizvodnjo izdelkov je glina, ki so jo kopali v Janežovcih. Letnakapaciteta peči Hofmann je bila 12 milijonov NF – osnovni model opeke. Proizvodnja je bila na relativno nizkem nivoju moderniziranosti, vendar so jo počasi posodabljali. Izdelke so prodajali večina na slovenskem trgu, nekaj tenisita pa so izvozi tudi v Avstrijo. V interni prodajalni v samem kompleksu so prodali okrog 15% izdelkov.
- Tovarna Delta:

Leta 1920 je Vrabič Franjo ustanovil Šiviljsko zadrugo Delta v Zelenikovi ulici. Leta 1933 je Lenart Franjo ustanovil izdelovalnico perila na Srbskem trgu št. 2. Med vojno so obrat priključili tovarni perila Edvard Lichtmayer & Comp. z Dunaja. Leta 1948 sta bili Delta, industrija perila Ptuj, in Lenart Franjo, izdelovalnica perila Ptuj, nacionalizirani in združeni v eno podjetje. 16.5.1948 je bilo ustanovljeno podjetje Tovarna perila Ptuj, invalidsko podjetje. Leta 1949 je vodila podjetje Uprava invalidskih republiških podjetij Slovenije, od 22. maja 1950 pa okrajni odbor Zveze vojaških vojnih invalidov Slovenije, Ptuj. 18. aprila 1953 se je preimenovala v Invalidsko podjetje Delta, tovarna perila in konfekcije. 28.5.1954 je prešlo podjetje pod ObLO Ptuj - izbrisano je bilo ime "invalidsko podjetje". Po letu 1964 je Delta pričela stagnirati, v začetku sedemdesetih let so se pričele pojavljati izgube. Rešitev so poiskali s tovarno Labod iz Novega mesta, priključitev k tovarni je bila leta 1973. Prostorska stiska Delte na Srbskem trgu je narekovala izgradnjo nove tovarne ob Dornavski cesti. Prva dvorana je bila zgrajena leta 1974, druga pa leta 1979. Izdelovali so predvsem moške srajce.
Leta 1990 je šlo podjetje v stečaj, stroje in nekaj delavk je prevzelo privatno podjetje Valido. Tovarno so kasneje porušili, na njenem mestu pa stojita trgovski center Mercator in Merkur.
- Konjeniški klub Rogoznica:

Leta 1993 so ustanovili konjeniški klub Rogoznica. Leta 1997 so dobili licenco akademije. V hlevu je bilo 7 konjev in približno 50 članov jahačev. Konjeniški klub je prenehal z delovanjem, pred kratkim pa je bil porušen celoten kompleks.
- Trgovsko stanovanjski kompleks:

Trgovska organizacija je 14. julija leta 1991 odprla takrat sodoben kompleks na Rogoznici. V njem je delovala takrat še zelo sodobna Mercatorjeva trgovina, manjša pekarna Ptujskih pekarn, bar Frakelj in slaščičarn ter izpostava Nove kreditne banke Maribor. V zgornjem delu je devet stanovanj, skupna naložba pa je stala okrog 20 milijonov dinarjev. Prostor je odstopila PČ Rogoznica. Danes je v kompleksu še vedno Mercatorjeva trgovina, bar Frakelj ter devet stanovanj, do nedavnega tudi poslovalnica NKBM.
- Ribiški dom:

Na Rogoznici je od leta 1995 tudi ribiški dom, ki je odgovoren za celotno območje občine Ptuj. V samem objektu je klubski bar ter društveni prostori, ob objektu pa je še trgovina z ribiško opremo, ki ni v lasti društva. Ob objektu sta dva ribnika. Prvi je namenjen športnemu ribolovu in je star že 50 let. Drugi ribnik je komercialen, star pa je 18 let. V ribnikih so krapi, sivi koresli, rdeče oke, linji, amurji, tolstolbiki ter ostale ribe. Vsak ribnik ima površini približno 2 ha. Društvo ima še tri ribnike za gojenje rib. Prvi je v Spodnjem Velovleku, drugi v Pacinjah, Tretji pa v Podvincih. Društvo šteje okrog 500 članov.
- Dom krajanov Rogoznica:

Po drugi svetovni vojni, ko so na veliko gradili zadružne domove, so na mestu, kjer je nekoč stala gostilna Bračič kot enega izmed prvih, zgradili Zadružni dom Rogoznica, ki so ga svečano otvorili 18. junija 1948. Krajani so se, skupaj z Alojzom Arnušem, pobudnikom gradnje, zavedali pomena gradnje zadružnega doma in njegovega prispevka h kulturnemu ter gospodarskemu povezovanju, zato so s pretežno prostovoljnim delom uspeli zagotoviti prostore za nadaljnji razvoj kulturne dejavnosti. Dom je bil v celoti obnovljen leta 2013. Danes se imenuje Dom krajanov Rogoznica, v njem pa ima sedež Kulturno društvo Rogoznica.

- Vrtec Rogoznica:

V enoti je 78 otrok v štirih oddelkih za otroke od 1. leta starosti do vstopa v osnovno šolo. Vrtec ima veliko in dobro opremljeno igrišče, ki omogoča vsestranske aktivnosti v vseh letnih časih. Lega vrtca na obrobju mesta omogoča spoznavanje in raziskovanje različnih okolij mesta in podeželja. Vrtec ima sodobno urejene sanitarije in večnamensko nadstropno igralno v garderobi. Druženje in ustvarjanje vseh otrok vrtca, staršev in zaposlenih v številnih ponujenih vsebinah nudi najrazličnejše socialne in komunikacijske izkušnje ter možnost izbire. V enoti delajo 4 vzgojiteljice, 5 pomočnic vzgojiteljic in čistilka-pomivalka. Vrtec je bil ustanovljen septembra 1980. Na zunanji steni vrtca je tudi spominska plošča v spomin Jožefu Lacku, komunistom in borcem slovenskogoriške čete.
- Cerkev sv. Leopolda Mandiča:

Kapucini so prišli na Ptuj leta 1615. Ostali so do leta 1784, ko jih je pregnal cesar Jožef II. Vrnili so se leta 1924, ko so jim minoriti odstopili cerkev sv. Ožbalta. V bližini cerkve so kupili hišo, ki pa je bila po drugi svetovni vojni nacionalizirana. Leta 1971 je bila ustanovljena župnija sv. Ožbalta, leta 1981 pa zgrajen nov samostan. Leta 1992 je bila hiša ob samostanu denacionalizirana.
Leta 1995 so v Novi vasi pri Ptuju začeli graditi podružno cerkev sv. Leopolda Mandića. Temeljni kamen je blagoslovil mariborski škof dr. Franc Kramberger na velikonočni ponedeljek, 17. aprila 1995. 6. julija 1997 je br. Vlado Kolenko, domačin, v njej daroval svojo novo mašo. Tam je sedaj tudi redno bogoslužje in verouk.
- Staro in novo mestno pokopališče:

V primestni četrti Rogoznica sta dve pokopališči. Na starem rogozniškem pokopališču je 510 grobov in kapela. Novo rogozniškem pokopališče pa ima 2300 grobov in vežico, na tem pokopališču pokopavajo tudi meščane Ptuja. Obe pokopališči sta še vedno aktivno delujeta.

### Društva:
- Kulturno društvo Rogoznica:

Kulturno društvo Rogoznica deluje na področju ljubiteljske kulture v Četrtni skupnosti Rogoznica v Mestni občini Ptuj. Sekcije s svojim delovanjem bogatijo kulturni utrip domačega okolja. To izvajajo z organizacijo lastnih prireditev in nastopi, saj tako domačine in ostale goste seznanjajo s kulturo in jo na ta način ponašajo v svet.
V društvu, ki ima sedež v Domu krajanov Rogoznica, trenutno deluje 170 članov, v osmih sekcijah. Te sekcije so: Dramska sekcija, Folklorna skupina KD Rogoznica, Koranti Rogoznica, Likovna sekcija, Moški pevski zbor KD Rogoznica, Orači iz Kicarja, Sekcija ljudskih pevcev in godcev Stari prijatelji iz Kicarja ter Sekcija podvodne fotografije.
Društvo ima status nevladne organizacije v javnem interesu na področju kulture in status prostovoljske organizacije ter je kot nosilec enote obhodi kurentov, ki je razglašena za živo mojstrovino državnega pomena, vpisano v Register nesnovne kulturne dediščine pri Ministrstvu za kulturo in na UNESCO Reprezentativni seznam nesnovne kulturne dediščine človeštva. Društvo je član Zveze kulturnih društev Ptuj.

- Športno društvo Rogoznica:

Na Rogoznici je, kakor v vseh ostalih krajih, obstajala Zveza socialistične mladine, mladi pa so se ukvarjali tudi s športom. Tako je nastala ideja za ustanovitev Športnega društva Rogoznica, ki so ga ustanovili okrog leta 1960. Za kraj svojega druženja so si izbrali prostor okrog zapuščenih prostorov opekarne. Tam so postavili prostor za met kopja, met krogle, skok v daljino in ostale podobne športe. Postavili so si tudi improvizirano nogometno igrišče s prestavljivimi goli, ki so jih lahko odstranili, če bi to zahtevalo vodstvo opekarne. Prvo nogometno tekmo so odigrali na improviziranem nogometnem igrišču v Dornavi, saj je bilo njihovo neprimerno za tekme.
Ko so se pojavile potrebe po pravem nogometnem igrišču, so takratni lokalni veljaki pridobili lastništvo za zemljišče in leta 1962 začeli urejati igrišče, ki je bilo bliže cesti kot sedanje, zgradili pa so tudi slačilnice. V ŠD Rogoznica so se takrat ukvarjali tudi s hokejem, košarko, bili pa so tudi prvaki v krosu.
Leta 1975 so igrišče premaknili na sedanjo lokacijo in dodali asfaltirano rokometno igrišče. Prenovili in dogradili so ga še leta 1982, od tedaj pa razen postavitve ograje nujnih prenov ni doživelo posebnih sprememb.Sedaj se društvo imenuje NK Mark 69 Rogoznica, šteje pa okrog 145 članov.